# Tláhuac (métro de Mexico)
Tláhuac est une station terminus de la ligne 12 du métro de Mexico. Elle est située avenue Tláhuac dans la Division territoriale de Tláhuac, à Mexico au Mexique.
Elle est mise en service en 2012. Le trafic de la ligne est suspendu, jusqu'à nouvel ordre depuis l'accident survenu sur la ligne le 4 mai 2021.

## Situation sur le réseau

Plan du métro.

Établie en surface, la station Tláhuac, terminus est de la ligne 12 du métro de Mexico, est située avant la station Tlaltenco], en direction du terminus ouest Mixcoac,.
Elle dispose de trois voies et deux quais centraux.

## Histoire
La station Tláhuac est mise en service le 30 octobre 2012, lors de l'ouverture à l'exploitation de la première section de la ligne 12 du métro de Mexico, longue de 24,5 km entre les terminus Mixcoac et Tláhuac. C'est une station établie en surface qui dispose de trois voies et de deux quais centraux. Le nom Tláhuac peut signifier Tierra que emerge (terre qui émerge) en rapport à sa position entre les anciens lacs Xochimilco et Chalco (es). La représentation du logo de la station se réfère à une autre signification de Tláhuac qui serait le lieu ou l'on récolait une algue spécifique à ces lacs.
En 2014, le service est suspendu pendant plus de douze mois du fait de la découverte de problèmes structurels dans la partie aérienne de la ligne. Le 4 mai 2021, l'écroulement d'un viaduc de la section aérienne, lors du passage d'une rame, provoque un lourd bilan avec environ, 25 morts et 80 blessés. Le trafic est suspendu sur la ligne jusqu'à nouvel ordre.

## Services aux voyageurs

### Accès et accueil
Elle dispose de deux accès : le premier est situé au croisement des voiesSan Rafael Alixco et Antonio Bejaral et le deuxième, au croisement des voies San Rafael Atixco et José Bernal. Elle est équipée d'escaliers et d'escaliers mécaniques et dispose, de trois ascenseurs pour les personnes à la mobilité réduite, et de plaques de guidages et d'informations en Braille pour les personnes malvoyantes. Elle dispose d'un cibercentro, ouvert de 8h à 20h du lundi au vendredi et de 12h30 à 18h les samedis.

### Desserte
Ouverte : du lundi au vendredi à 5h, le samedi à 6h et les dimanches et jours fériés à 7h, Tláhuac est desservie par les rames de la ligne 12 du métro de Mexico, sur la relation Mixcoac - Tláhuac.

Installations et desserte
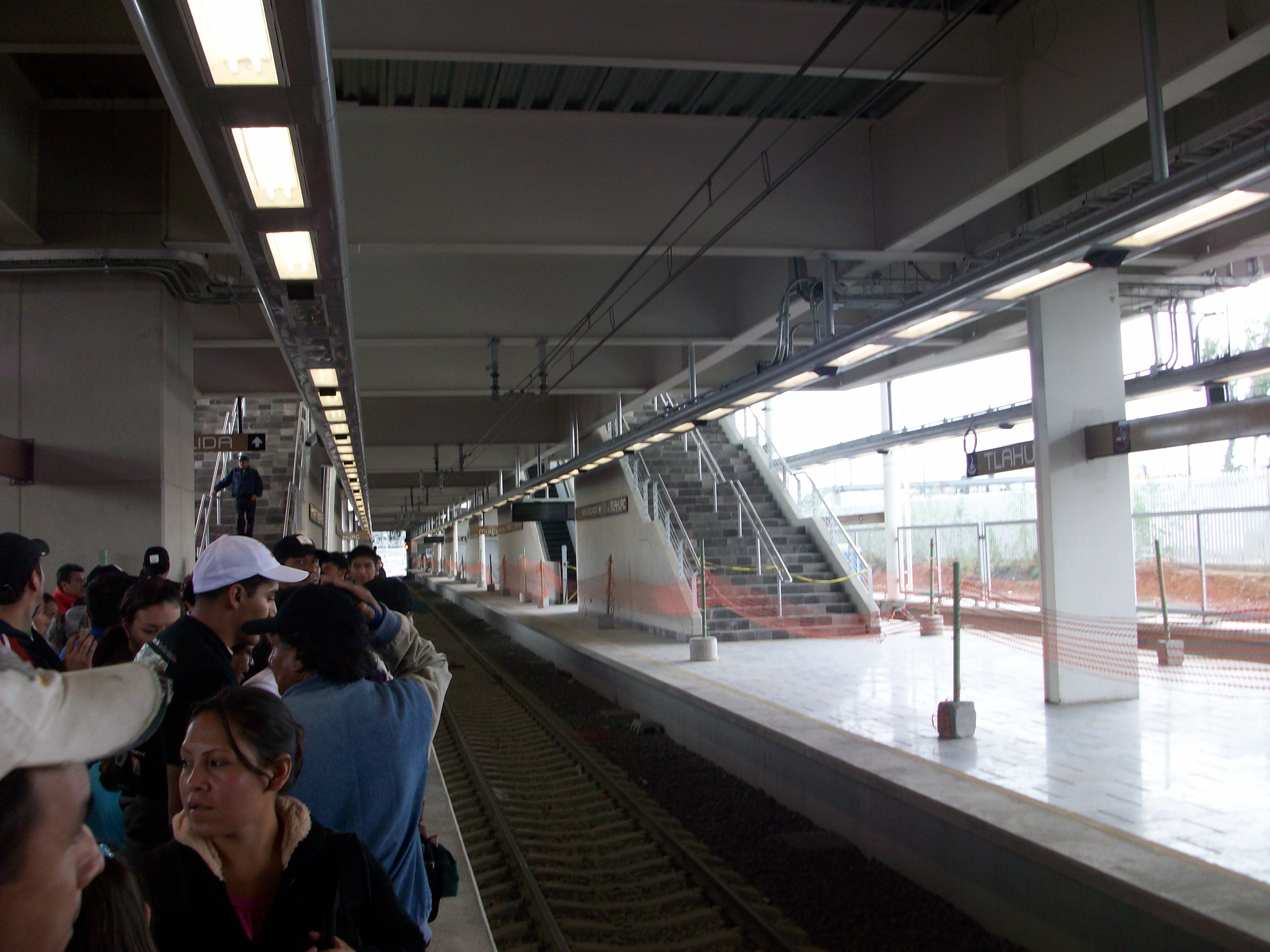
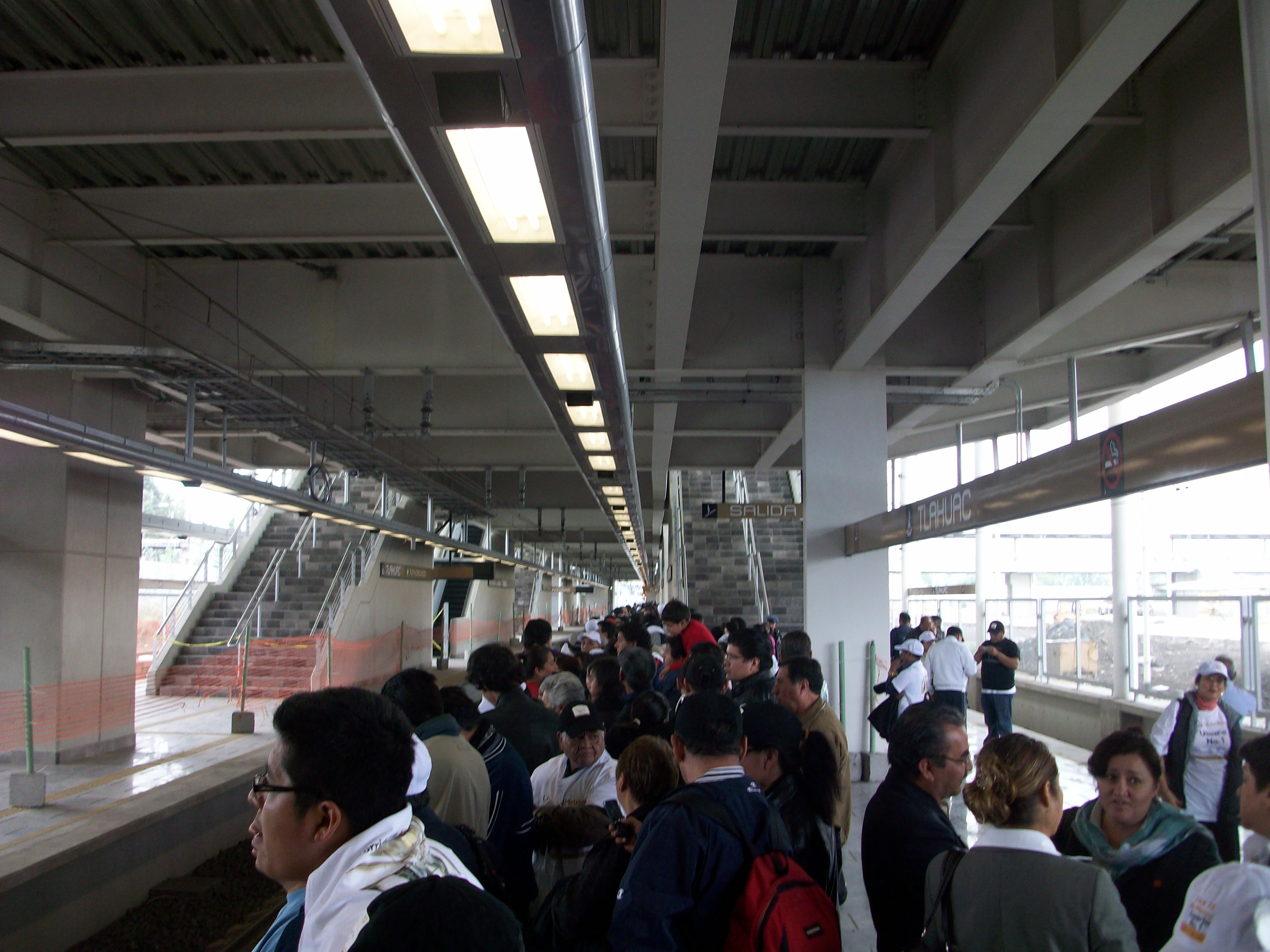
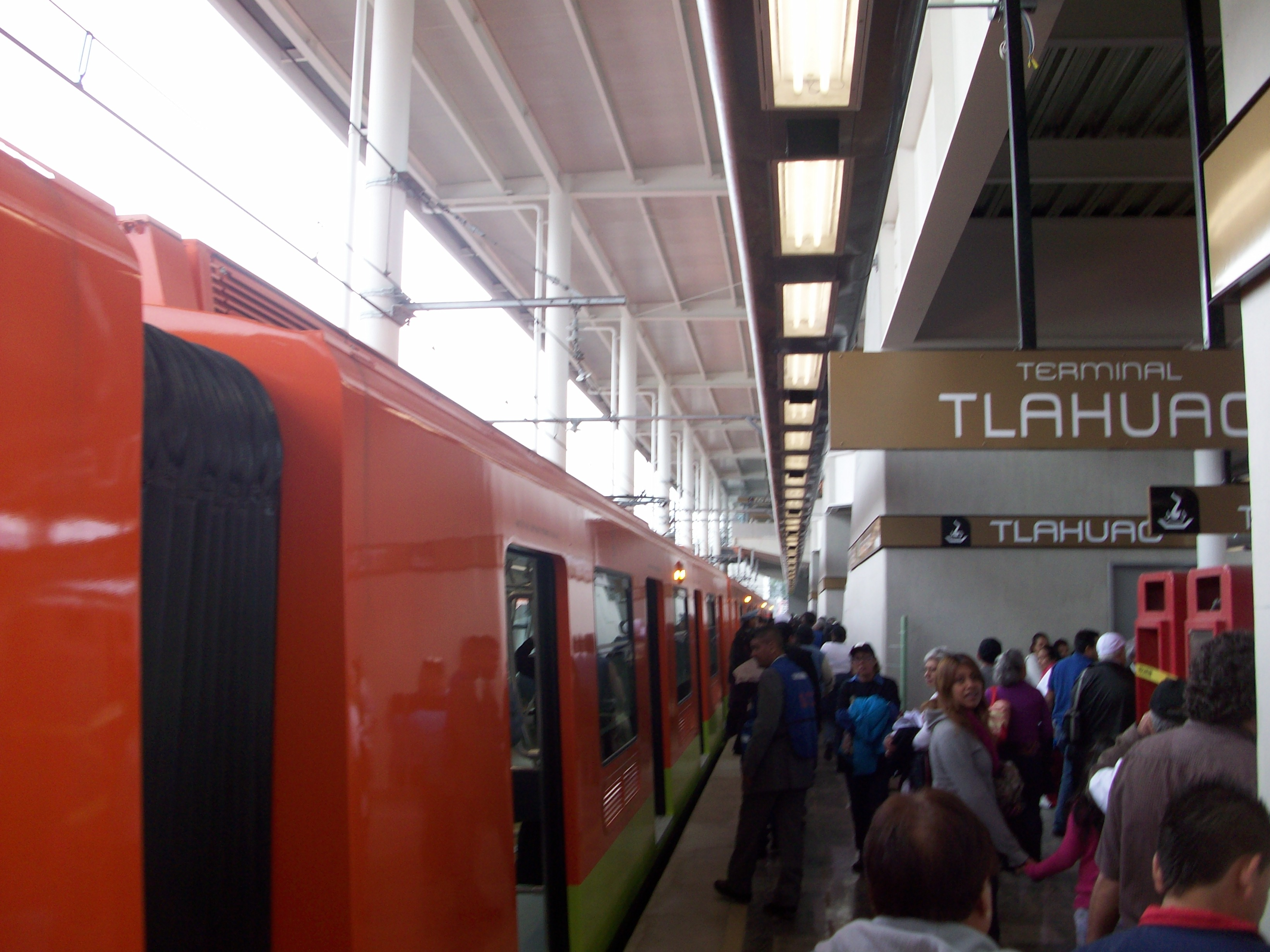

### Intermodalité
Un parc, non gardé, est disponible pour les vélos.